# Abdoulaye Doucouré
Abdoulaye Doucouré (Meulan-en-Yvelines, 1 de gener de 1993) és un futbolista professional francès, d'ascendència maliana que juga com a migcampista pel Watford FC.

## Carrera de club
Doucouré va debutar a la Ligue 1 la temporada 2012–2013. L'1 de febrer de 2016, Doucouré va signar contracte amb el Watford FC de la Premier League, i fou immediatament cedit al Granada CF de La Liga.
Doucouré va debutar a la lliga espanyola una setmana després, entrant com a substitut al minut 80 en lloc d'Adalberto Peñaranda en una derrota per 1–2 a casa contra el Reial Madrid CF. Després de tornar a Anglaterra, Doucouré va marcar el primer gol amb el Watford el 4 de març
de 2017, a la prórroga, en un partit que el Watford va perdre 3–4 contra el Southampton FC.